# Lauréat Vallière
Lauréat Vallière (1888-1973) est un sculpteur ornemental québécois,
.

## Biographie
Né à Saint-Romuald (aujourd'hui Lévis), il fut l'élève du sculpteur Ferdinand Villeneuve. Lauréat Vallière vit son œuvre exportée au Québec, en Ontario et aux États-Unis. Préférant le bois, il n’hésita pas à sculpter la pierre pour réaliser des mobiliers et des statues pour plusieurs églises québécoises.
Une bibliothèque porte son nom à Lévis.

## Musées et collections publiques
- Église Saint-Dominique
- Église de la Sainte-Famille de l'île d'Orléans Sculptures des niches de la façade
- Église Saint-Thomas d'Aquin de Québec
- Musée de la civilisation
- Musée des cultures du mondeBas-relief par Lauréat Vallière, Église Saint-Thomas-d'Aquin de Québec

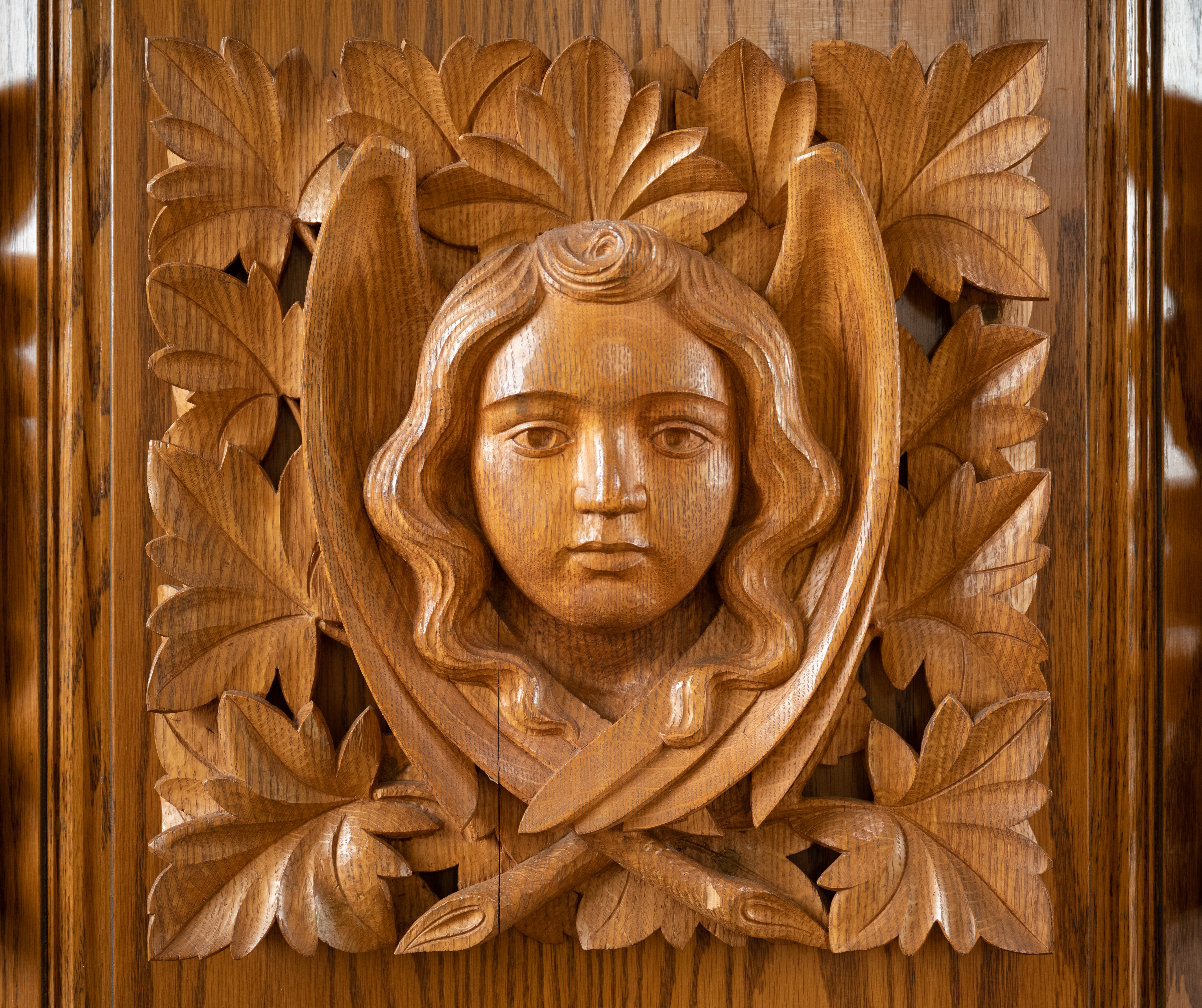
Bas-relief par Lauréat Vallière, Église Saint-Thomas-d'Aquin de Québec

- Musée national des beaux-arts du Québec[3]
- Les Sœurs du Bon-Pasteur de Québec
- The Winnipeg Art Gallery

## Hommages
La rue Lauréat-Vallière a été nommée en son honneur, en 1989, dans l'ancienne ville de Cap-Rouge, maintenant présente dans la ville de Québec.